# Иисус Назаретянин, Царь Иудейский
«Иисус Назаретянин, Царь Иудейский» (нем. I.N.R.I.) — фильм немецкого режиссёра Роберта Вине на основе одноимённого романа австрийского писателя Петера Розеггера.

## Сюжет
В фильме евангельская история переплетена с сюжетом из современной жизни. В некоей стране какой-то социалист во имя блага народа убивает правителя. Суд приговаривает убийцу к смерти. Социалист отвергает священника и начинает говорить миру новое слово о Христе. Далее на экране излагается сама традиционная евангельская драма. Кончается картина тем, что преступник приобщается к царству прощения и любви.

## О фильме
В большинстве доступных в настоящее время копиях фильма обрамляющая история революционера (примерно 40 минут хронометража) отсутствует, осталось только собственно библейское повествование, сюжетно мало отличающееся от первоисточника, но со своеобразно расставленными акцентами. Так, в картине нет евангельских чудес, зато сквозной темой проходит мотив революционной борьбы: мечты израильтян свергнуть власть Рима, вступающей в неодолимое противоречие с миссией Христа, отнюдь не стремящегося стать искомым политическим лидером.
По некоторым данным при постановке отдельных сцен режиссёр сознательно копировал элементы, присущие религиозной живописи (например, освещение, свойственное картинам Рембрандта).

## В ролях
- Григорий Хмара — Иисус Христос
- Хенни Портен — Дева Мария
- Аста Нильсен — Мария Магдалина
- Вернер Краус — Понтий Пилат
- Александр Гранах — Иуда Искариот
- Теодор Беккер — римский офицер
- Эммануил Рейхер — Каиафа, первосвященник
- Мария Крыжановская
- Поликарп Павлов — тюремщик
- Ханс Твардовский — Иоанн
- Эрнст Дернбург — председатель суда
- Эльза Вагнер — мать